# Plagiomnium elatum
|  | Dieser Artikel wurde aufgrund von formalen oder inhaltlichen Mängeln in der Qualitätssicherung Biologie zur Verbesserung eingetragen. Dies geschieht, um die Qualität der Biologie-Artikel auf ein akzeptables Niveau zu bringen. Bitte hilf mit, diesen Artikel zu verbessern! Artikel, die nicht signifikant verbessert werden, können gegebenenfalls gelöscht werden. Lies dazu auch die näheren Informationen in den Mindestanforderungen an Biologie-Artikel. |

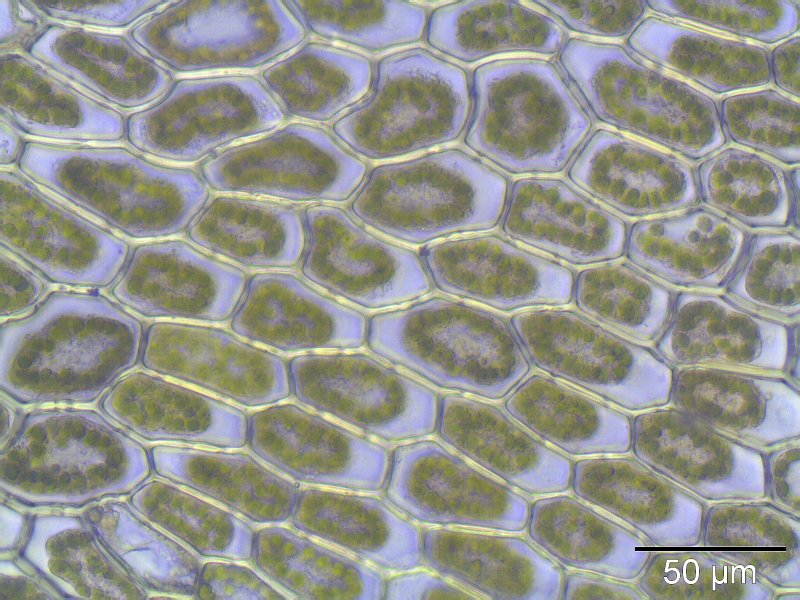
Getüpfelte Laminazellen bei 400-facher Vergrößerung

Plagiomnium elatum (Syn. Mnium elatum) ist eine Laubmoosart aus der Familie der Mniaceae und gehört zu der Sammelart (Aggregat) Plagiomnium affine s. l. Im Gegensatz zum sehr ähnlichen Plagiomnium affine s. str. besiedelt es feuchtere Standorte wie quelligen Stellen, feuchte Wiesen, Moore, Sümpfe und Röhrichte. Dabei verträgt es auch kalkhaltige Böden. 

## Beschreibung
Die Laminazellen sind etwa 2- bis 3-mal so lang wie breit. Die Blattbasis läuft lang und breit herab. Die Pflänzchen können zudem sowohl aufsteigend als auch überhängend wächsen.